# Kościół św. Jerzego w Głogowie

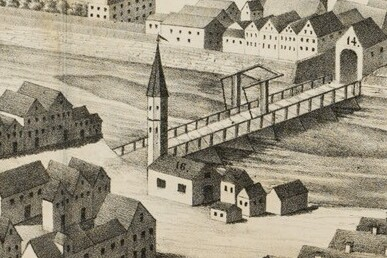
Kościół na rycinie

Kościół św. Jerzego w Głogowie – kościół, który znajdował się na Ostrowie Tumskim w Głogowie. Rozebrany w 1917 roku.

## Historia
Kościół został wzniesiony w 1385 r. w miejscu kaplicy pod tym samym wezwaniem, z fundacji księcia głogowskiego Henryka VII Rumpolda z łupów zdobytych w bitwie pod Wietszycami i w podzięce za to zwycięstwo. Był to dwunanwowy, trzyprzęsłowy kamienny kościół z okrągłą wieżą po wschodniej stronie. 
Uległ zniszczeniu podczas pożaru miasta w 1488 roku. Szybko odbudowany, ponownie zniszczony został w 1741 r. podczas oblężenia Głogowa przez Prusaków. Odbudowany dwa lata później, podczas wojny siedmioletniej zamieniony na skład soli.
Wieża, której dolne partie zachowały się do początku XX wieku, miała znaczenie obronne, związane z umiejscowieniem świątyni przy moście na Odrze. Resztki murów budowli rozebrano w czasie budowy nowego mostu przez Odrę w 1917 roku.